# Sadao Watanabe (Grafiker)
Sadao Watanabe (渡辺 禎雄, Watanabe Sadao; * 7. Juli 1913 in Tokio; † 8. Januar 1996 ebenda) war ein japanischer Grafiker.

## Leben und Wirken
Watanabe erlernte die traditionelle Siebdrucktechnik Katazome, mit der auf Okinawa Kimonos bedruckt werden. Später studierte er bei Yanagi Soetsu, einem wichtigen Vertreter der von sozialistischen Ideen beeinflussten japanischen Volkskunstbewegung, und bei Serizawa Keisuke. Dieser hatte Kappazuri, eine andere traditionelle Siebdrucktechnik so modifiziert, dass sie für Kunstdrucke auf Reispapier geeignet war.
Unter dem Einfluss eines Lehrers konvertierte Watanabe zum Christentum und ließ sich 1930 taufen. Er erkrankte in jungen Jahren an Tuberkulose und gelobte, im Falle der Genesung die Bibel zu studieren und ihre Inhalte durch Kunstwerke zu verbreiten. So schuf er eine große Anzahl von Siebdrucken nach biblischen Themen, mit denen er nicht nur in Japan, sondern auch in der westlichen Welt zu großer Popularität gelangte. Seine Werke finden sich u. a. in den Sammlungen des Museums für japanische Volkskunst, des Museum of Modern Art (MoMA), des Carnegie Museum of Art, des British Museum und der Vatikanische Museen.